# لوچو بینی
لوچو بینی (ایتالیایی: Lucio Bini) روانپزشک و عصب‌پژوه اهل ایتالیا بود.
او به‌همراه اوگو چرلتی روش شوک‌درمانی برقی را در درمان بیماری‌های روانی ابداع کردند.